# Red Light Fever (Taylor Hawkins & the Coattail Riders)
| Recensione  | Giudizio |
| ----------- | -------- |
| AllMusic    |          |
| Consequence |          |

Red Light Fever è il secondo album in studio del gruppo musicale statunitense Taylor Hawkins & the Coattail Riders, pubblicato il 20 aprile 2010 dalla RCA Records.

## Descrizione
Il disco è stato realizzato attraverso la partecipazione di nomi celebri della musica rock come Brian May e Roger Taylor dei Queen, Dave Grohl dei Foo Fighters ed Elliot Easton dei The Cars.

## Tracce
1. Not Bad Luck – 3:34
2. Your Shoes – 2:52
3. Way Down – 3:48
4. It's Over – 4:19
5. Hell to Pay – 4:58
6. Sunshine – 3:32
7. Never Enough – 5:22
8. Hole in My Shoe – 3:54
9. James Gang – 3:33
10. Don't Have to Speak – 3:44
11. I Can See It Now – 3:14
12. I Don't Think I Trust You Anymore – 3:33

Traccia bonus nell'edizione giapponese
1. Shape of Things – 3:33

Traccia bonus nell'edizione di iTunes
1. Fall Apart – 4:26

## Formazione
Gruppo
- Taylor Hawkins – voce, batteria, pianoforte, chitarra
- Chris Chaney – basso
- Gannin Arnold – chitarra

Altri musicisti
- Dave Grohl – chitarra ritmica, cori
- Elliot Easton – chitarra
- Nate Wood – chitarra
- Drew Hester – percussioni
- Roger Taylor – cori (traccia 2)
- Brian May – chitarra (tracce 3 e 10)

Produzione
- Taylor Hawkins & the Coattail Riders – produzione
- Drew Hester – produzione
- John "Lou" Lousteau – produzione aggiuntiva, ingegneria del suono
- Ryan Hewitt – missaggio
- Bernie Grundman – mastering